# 張泰禎
張泰禎（1577年—？年），字宇全，號縝含，一字成叔，號振南，浙江紹興府會稽縣人，明朝政治人物。

## 生平
萬曆十九年（1591年）辛卯科浙江乡试第三十五名举人，榜名張宇全。萬曆三十八年庚戌科會試一百十三名，第二甲第十二名進士。工部觀政，授刑部雲南司主事，陞員外、郎中，四十三年乙卯陞福建福州府知府，四十六年陞湖廣副使。

## 家族
曾祖張奎；祖父張廷綵；本生祖父张廷震；父張文相，勅贈刑部員外郎；母厲氏（贈安人）。永感下。兄夢禎（審理）；夢祿（□官）。弟文炳（舉人）。子張孟昱。